# Mausoleo del Báb
Il Mausoleo del Báb, situato sul Monte Carmelo ad Haifa sopra  la Colonia tedesca, custodisce i resti mortali del Báb, fondatore del bábismo e precursore di Bahá'u'lláh, fondatore della Fede Bahá'í. Per i  bahá'í questo è il secondo luogo più sacro al mondo, dopo il Mausoleo di Bahá'u'lláh sito ad Acri.
Fu nel 1891, proprio dal Monte Carmelo, che Bahá’u’lláh, rivelò ad ‘Abdu’l-Bahá la precisa ubicazione  in cui il sacro edificio doveva essere costruito.
«Ogni pietra di quell’edificio, ogni pietra della strada che conduce ad esso, ho sollevato e messo a posto con infinite lacrime e a un terribile prezzo», si narra che ‘Abdu’l-Bahá abbia affermato nel costruire le fondamenta del Mausoleo  che fu terminata diversi anni dopo dal nipote Shoghi Effendi con una maestosa cupola sorretta da un tamburo adornato da 18 finestre ad arco. La cupola poggia su un'intelaiatura ottagonale, ideata da Shoghi Effendi, ed è coronata da una splendida cornice. Un'ulteriore duplice corona è costituita dal parapetto sottostante e dalla grande balaustra che sovrasta il colonnato dagli angoli concavi, impreziosendo la base.

## Storia

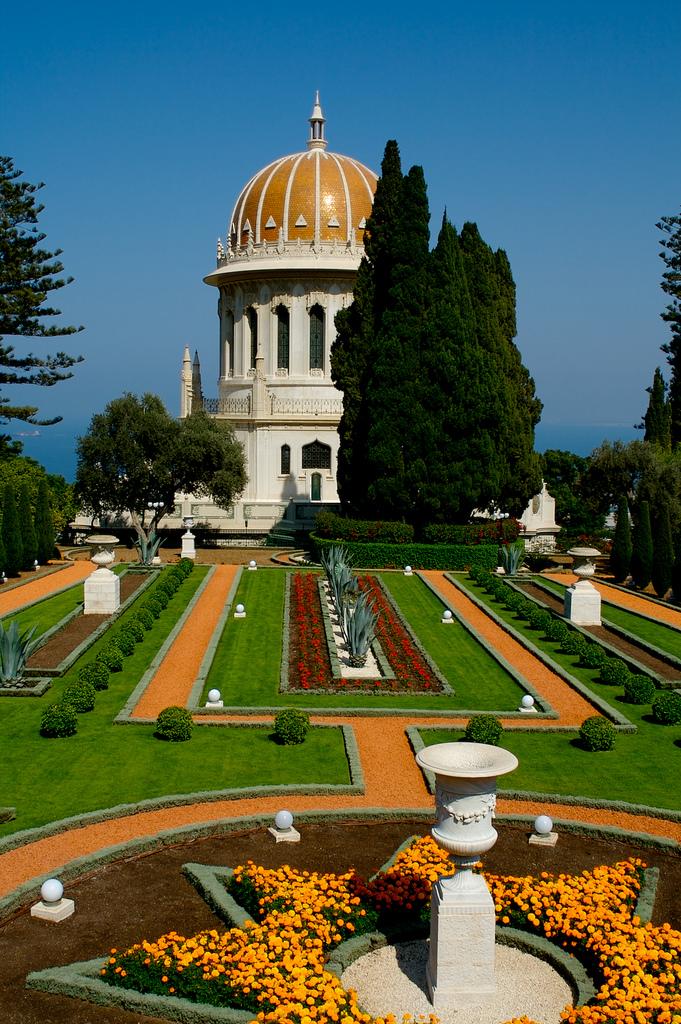
Mausoleo del Báb

Le spoglie del Báb furono sepolte il 21 marzo 1909 in un mausoleo di sei stanze costruito in pietra locale e in una stanza separata.  Nel 1929 furono aggiunte all'edificio tre stanze e nel 1949 Shoghi Effendi pose la prima pietra della sovrastruttura che lo avrebbe trasformato nell'attuale mausoleo. La costruzione fu completata nel 1953 e fu interamente finanziata dai Bahá'í sparsi in tutto il mondo. Il progettista del mausoleo fu l'architetto William Sutherland Maxwell, un  illustre architetto bahá'í canadese che era anche il suocero di Shoghi Effendi.
Shoghi Effendi fu il supervisore dell'opera, anche nella scelta e commistione degli stili architettonici occidentali e orientali, ma lasciò all'architetto Maxwell i dettagli tecnici. Per le colonne fu usato il granito rosa di Baveno e per gli archi, in stile orientale, la pietra di Chiampo che assieme alla cupola dorata compongono una armoniosa fusione di stili. Dopo la morte di Maxwell, 1952, Shoghi Effendi gli dedicò la porta meridionale del mausoleo. Alcuni aspetti tecnico-ingegneristici della cupola furono elaborati dal professore H. Neumann dell'Università di Haifa.

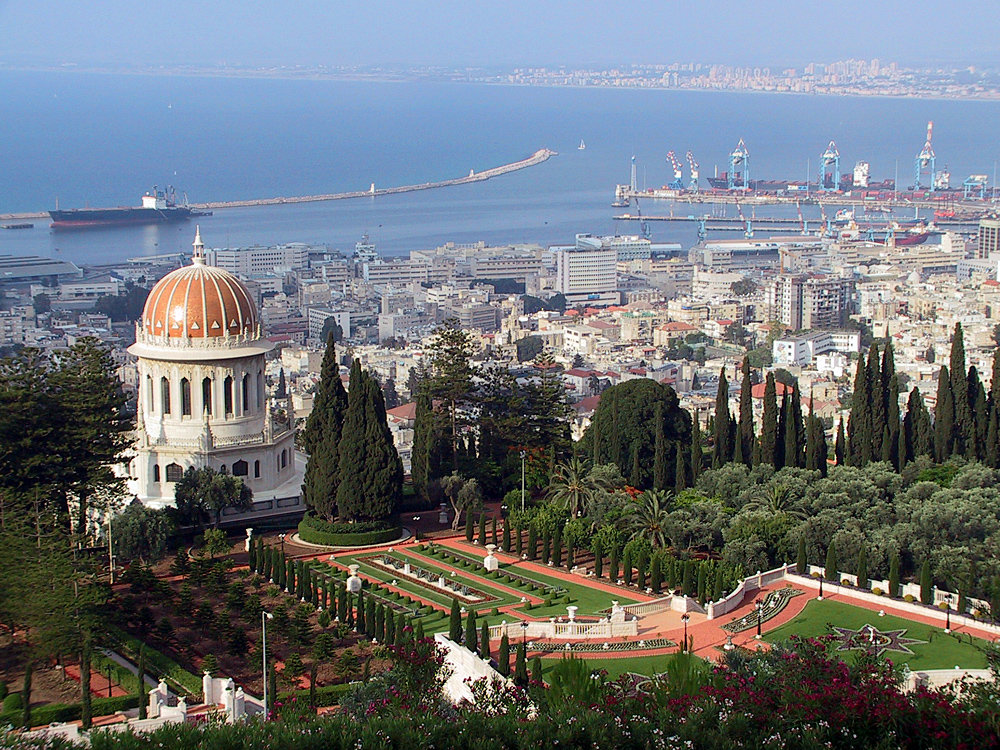
Mausoleo del Báb e il porto di Haifa

Nel 1952, Leroy Ioas, un bahá'í americano, che aveva collaborato alla costruzione del tempio bahá'í di Wilmette in Illinois aiutò Shoghi Effendi nella costruzione del mausoleo. Ioas, che sarebbe stato nominato Mano della Causa, dedicò le sue capacità amministrative e pratiche alla costruzione della cupola e del sottostante tamburo; Shoghi Effendi gli dedicò la porta dell'ottagono.
A causa della scarsità di materiali da costruzione nella zona dopo la seconda guerra mondiale, la maggior parte delle pietre per il Mausoleo del Báb furono scolpite in Italia. Il siciliano Ugo Giachery, Mano della Causa, organizzò, su incarico di Shoghi Effendi, la costruzione in Italia di 28 colonne, 8 pilastri e 28 archi, in granito di Baveno e in pietra di Chiampo, necessari al mausoleo secondo il progetto di Maxwell.  Il trasporto via mare di questi elementi architettonici dall'Italia in Israele rappresentò un'impresa senza precedenti per l'edilizia italiana: la sovrastruttura, di dimensioni colossali, era considerata all'epoca il più grande edificio prefabbricato mai trasportato oltre i confini europei.. Anche a Giachery fu dedicata una porta del mausoleo.
L’armoniosa miscela di stili architettonici orientali e occidentali dell’edificio lo ha reso un punto di riferimento familiare e molto amato.
L'8 luglio 2008 il mausoleo del Báb, assieme ad altri siti bahá'í di Haifa e di Acri,  è stato inserito nella lista del patrimonio mondiale dell’UNESCO in riconoscimento del suo “straordinario valore universale” per il patrimonio comune dell’umanità.

## Cupola

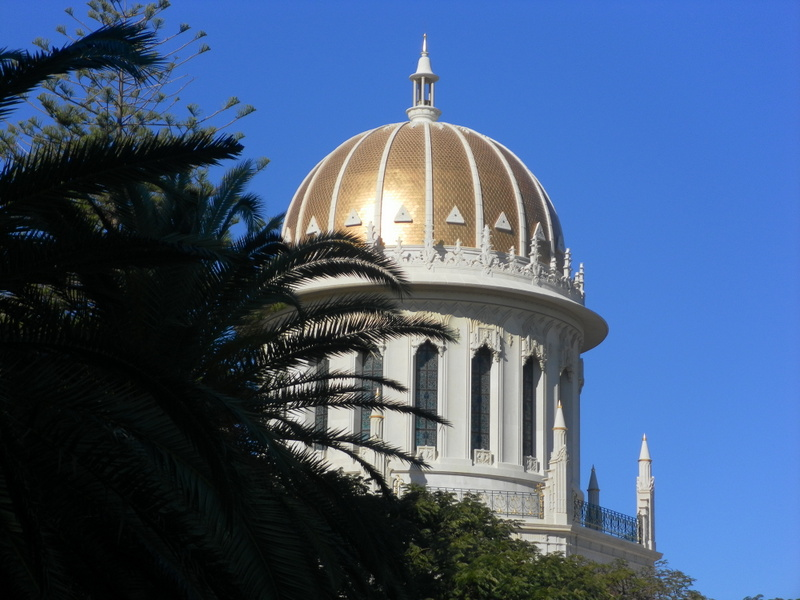
Cupola del mausoleo

La cupola è ricoperta da 12.000 piastrelle di diversa forma e dimensione, fabbricate nei Paesi Bassi con un processo tecnico particolare che le riveste di uno smalto trasparente su foglia d'oro. Il tamburo cilindrico, alto 11 metri, poggia su un anello circolare di cemento armato posto sul corpo ottagonale. Il mausoleo è decorato con mosaici di colore verde smeraldo e scarlatto e con simboli del Più Grande Nome.

## Interno
Il mausoleo è un posto tranquillo dove meditare e pregare; in esso non si tengono cerimonie o riti religiosi. Al suo interno vi si trova una speciale preghiera, in inglese e arabo, usata dai bahai quando visitano il mausoleo e nota come la Tavola della Visitazione è appesa sulle pareti interne del mausoleo

## Terrazze e giardini

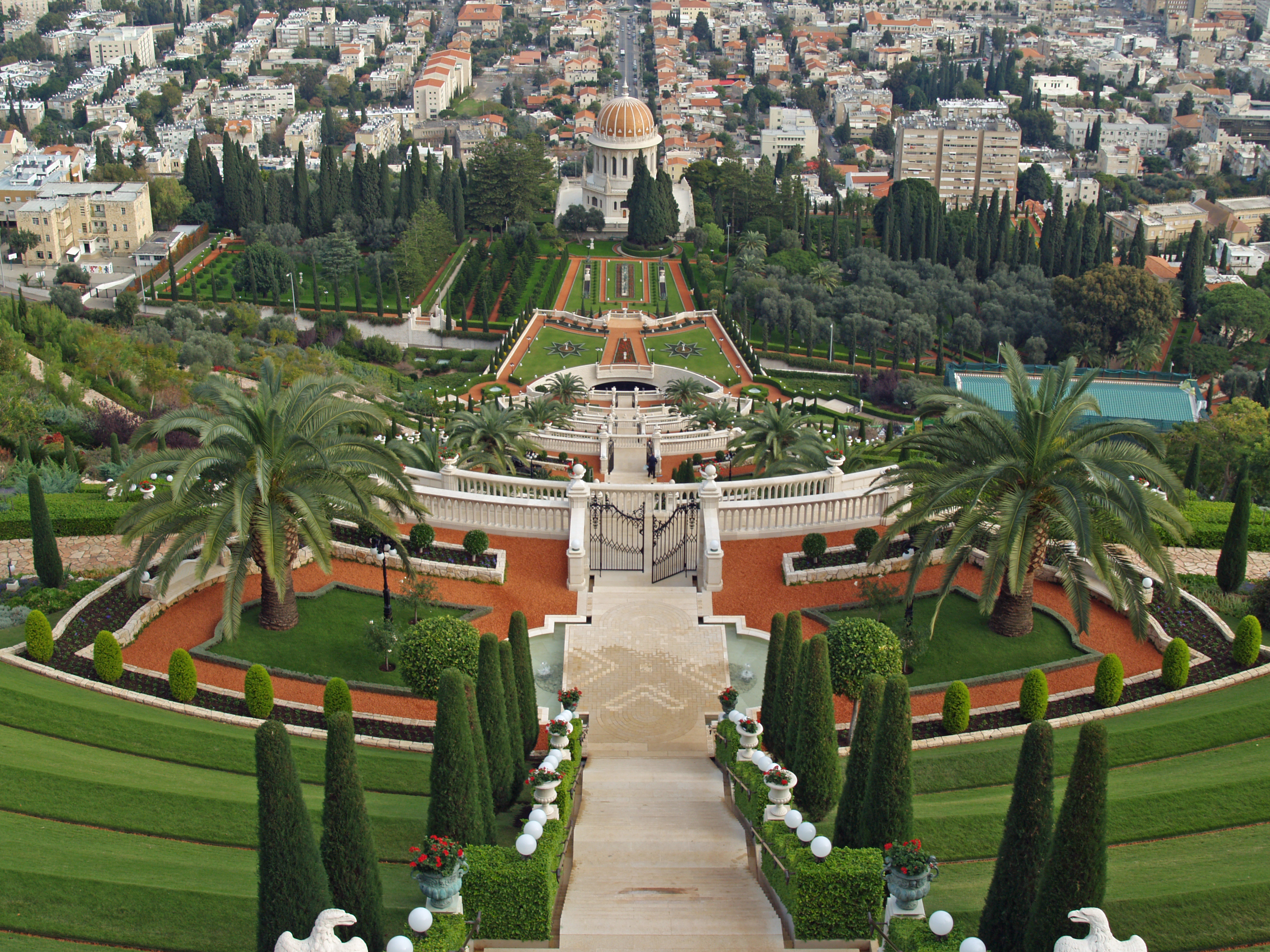
Giardini bahai, Haifa

Il mausoleo è circondato da giardini e terrazze, visibili anche dal mare, che lo rendono uno dei più bei panorami di Haifa e richiamano ogni anno una moltitudine di visitatori.
Il Mausoleo è impreziosito da 19  terrazze-giardino che  si estendono per  un chilometro dalla base del Monte Carmelo fino alla sua cima  e con l'illuminazione notturna offrono un spettacolo ammirato anche da lunga distanza.

## Patrimonio dell'umanità UNESCO
Nel 2008, il complesso architettonico del mausoleo del Báb, con i suoi splendidi giardini terrazzati e gli altri luoghi sacri bahá'í di Haifa e di Acri, è stato insignito del prestigioso titolo di Patrimonio Mondiale dell'UNESCO, in riconoscimento del suo eccezionale valore universale come simbolo di tolleranza, unità e progresso spirituale.
(Albert Lincoln, segretario generale della Baha'i International Community.)